# Gmina Jalžabet
Gmina Jalžabet (chorw. Općina Jalžabet) – gmina w Chorwacji, w żupanii varażdińskiej. W 2011 roku liczyła  3615 mieszkańców.